# Osternienburger Land
Osternienburger Land is een gemeente in de Duitse deelstaat Saksen-Anhalt, en maakt deel uit van de Landkreis Anhalt-Bitterfeld.
Osternienburger Land telt 8.442 inwoners.

## Ortsteile
- Bobbe
- Chörau
- Diebzig
- Dornbock
- Drosa
- Elsnigk
- Frenz
- Großpaschleben
- Kleinpaschleben
- Klietzen
- Libbesdorf
- Mölz
- Maxdorf
- Micheln
- Osternienburg
- Pißdorf
- Reppichau
- Rosefeld
- Sibbesdorf
- Thurau
- Trebbichau
- Trinum
- Würflau
- Wulfen
- Zabitz

Aken ·
Bitterfeld-Wolfen ·
Köthen ·
Muldestausee ·
Osternienburger Land ·
Raguhn-Jeßnitz ·
Sandersdorf-Brehna ·
Südliches Anhalt ·
Zerbst/Anhalt ·
Zörbig